# Oryzeae
Oryzeae es una tribu de hierbas de la subfamilia Ehrhartoideae, perteneciente a la familia Poaceae. Contiene 11 géneros, incluidos tanto el arroz cultivado (Oryza) como el arroz silvestre (Zizania).

## Géneros
Tiene los siguientes géneros:
- Chikusichloa
- Hygroryza
- Leersia
- Luziola
- Maltebrunia
- Oryza
- Porteresia
- Potamophila
- Prosphytochloa
- Rhynchoryza
- Zizania
- Zizaniopsis[1]